# Арагацотн (село)
Це стаття про село Арагацотн. Стаття про марз (область) — Арагацотн.
Арагацо́тн (вірм. Արագածոտն) — село у марзі Арагацотн, на заході Вірменії.
Село розташоване за 2 км на південь від траси Єреван — Гюмрі в Араратській долині. Село розташоване за 18 км на північний захід від Аштарака, за 6 км на північний захід від села Уджан, за 6 км на південний схід від села Кош і за 6 км на північний схід від села Нор Єдесіа. У селі є школа.
Клімат сухий та спекотний.
| Рік  | Чисельність | Чисельність |
| ---- | ----------- | ----------- |
| 1981 | 613         | [ 1 ]       |
| 1989 | 849         | [ 2 ]       |

| Рік  | Чисельність | Чисельність |
| ---- | ----------- | ----------- |
| 2001 | 804         | [ 3 ]       |
| 2004 | 1049        | [ 1 ]       |

| Рік  | Чисельність | Чисельність |
| ---- | ----------- | ----------- |
| 2011 | 1015        | [ 4 ]       |

| Рік  | Чисельність | Чисельність |
| ---- | ----------- | ----------- |
| 1981 | 613         | [ 1 ]       |
| 1989 | 849         | [ 2 ]       |

| Рік  | Чисельність | Чисельність |
| ---- | ----------- | ----------- |
| 2001 | 804         | [ 3 ]       |
| 2004 | 1049        | [ 1 ]       |

| Рік  | Чисельність | Чисельність |
| ---- | ----------- | ----------- |
| 2011 | 1015        | [ 4 ]       |